# Sigrid Wolf-Schøller
Sigrid Wolf-Schøller (26. juni 1863 i Christiania - 23. juli 1927 i København ) var en norsk - dansk operasanger (mezzosopran) og musikpædagog. Hun var studerende hos Madame Viardot og på konservatoriet i København. Hun var ved den Kungliga Operan i 1888-1893 og hun turnerede i USA 1893-1894. 

## Familie
Sigrid Wolf-Schøller var datter af skuespiller og operasanger Nicolay Wolf og skuespillerinde og sanger Lucie Wolf. Hun blev gift den 19. december 1894 i København med ingeniør Knud Schøller (1860-1933).

## Roller i udvalg
- Vølven i Olav Trygvason af Edvard Grieg og Bjørnstjerne Bjørnson (Nationaltheatret, 1908)[2]
- La Cieca i La Gioconda af Amilcare Ponchielli
- Fides i Profeten af Giacomo Meyerbeer
- Azucena i Trubaduren af Giuseppe Verdi
- Nancy i Martha af Friedrich von Flotow og Friedrich Wilhelm Riese
- Carmen i Carmen af Georges Bizet (Christiania Theater)
- Erda, Fricka og Waltraute i Nibelungenringen af Richard Wagner